# Marcelino Oreja Elósegui
Marcelino Oreja Elósegui (Ibarranguelua, 6 de abril de 1894-Mondragón, 5 de octubre de 1934) fue Ingeniero de Caminos y abogado, empresario y diputado español. Político tradicionalista, fue padre de Marcelino Oreja Aguirre y tío abuelo de Jaime Mayor Oreja.

## Biografía

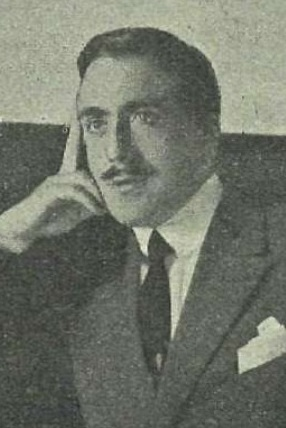
Marcelino Oreja, secretario de la Junta Suprema de Estudiantes Católicos en 1920.

Su padre, Benigno Oreja, fue alcalde de Ibarranguelua, localidad vizcaína donde había obtenido la plaza de médico y donde nació Marcelino. Su hermano Benigno Oreja Elósegui fue un médico pionero de la urología en el País Vasco que se había establecido en San Sebastián y contaba con una buena posición económica; dieciséis años mayor apoyó a su hermano pequeño Marcelino. Otro hermano suyo, Ricardo Oreja Elósegui, fue un tradicionalista elegido diputado a Cortes por el distrito de Tolosa en 1920 y 1923.
Estudió en la Escuela de Ingenieros de Caminos, en Madrid, en la que terminó la carrera en 1920, licenciándose, además, en Derecho. El 2 de febrero de 1920 se había hecho numerario de la Asociación Católica Nacional de Propagandistas (ACNdP). En su solicitud indicaba que hablaba vascuence, que no pertenecía a ningún partido y que había escrito algunos artículos profesionales. Fue secretario de la Confederación de Estudiantes Católicos, organizando el 19 de mayo de 1920 un mitin en el Teatro de la Zarzuela de Madrid. 
Al terminar los estudios, por iniciativa de Ángel Herrera Oria, marchó, junto con Manuel Graña y Francisco de Luis, a estudiar en la Universidad de Columbia y a conocer la organización administrativa de los grandes diarios de Boston, Nueva York y otros lugares. Cuando regreso, Herrera le nombró gerente de El Debate. En agosto de 1926 realiza una visita al rotativo londinense The Times para conocer los medios técnicos y laborales de este periódico inglés.
Contrajo matrimonio con Purificación Aguirre Isasi, hija de Toribio Aguirre Ibarzabal (1854-1941), que había sido teniente en las filas de Don Carlos durante la última carlistada y que se desempeñó entre 1911 y 1931 como director de la Unión Cerrajera.
Al corresponderle el ingreso al servicio estatal, quedó en situación de supernumerario y se dedicó a los negocios familiares. Trabajó en La Vidriera Española. Fundó junto a su amigo José María Aguirre Gonzalo, la empresa Agromán en 1928, y después fue director gerente de la Unión Cerrajera de Mondragón, sucediendo a su suegro.  
Militó en el jaimismo, pero en 1919, se adhirió a la escisión de Vázquez de Mella, amigo personal. Fue miembro de Acción Católica. 
Al advenimiento de la Segunda República, volvió a militar en la Comunión Tradicionalista y en las elecciones generales de 1931 fue elegido diputado por Vizcaya, dentro de la candidatura católica pro autonomía vasca que promovían carlistas, nacionalistas vascos y católicos independientes, integrándose en la minoría vasco-navarra. Fue reelegido en las elecciones de 1933, permaneciendo como diputado hasta el 5 de noviembre de 1934.
Durante la Revolución de octubre de 1934, instigada en Guipúzcoa por Ricardo Ceciaga, fue secuestrado y conducido a la Casa del Pueblo de Mondragón por un grupo de milicianos socialistas partidarios de Largo Caballero. El 5 de octubre de 1934 fue llevado al prado trasero junto a Dagoberto Resusta, donde fue acribillado a balazos. Cuando se fueron los captores, alguien pudo trasladar a Oreja, moribundo, hasta su domicilio. Recibió la extrema unción de manos del sacerdote José Marquiegui y pudo pasar sus últimos minutos junto a su mujer, que estaba embarazada.
Concibió la idea de crear una Escuela de Aprendices de la Unión Cerrajera, que fundaría en 1939 en Mondragón su hermano, Ricardo Oreja Elósegui.
En 2020 se abrió su proceso de beatificación.